# Nooshi Dadgostar

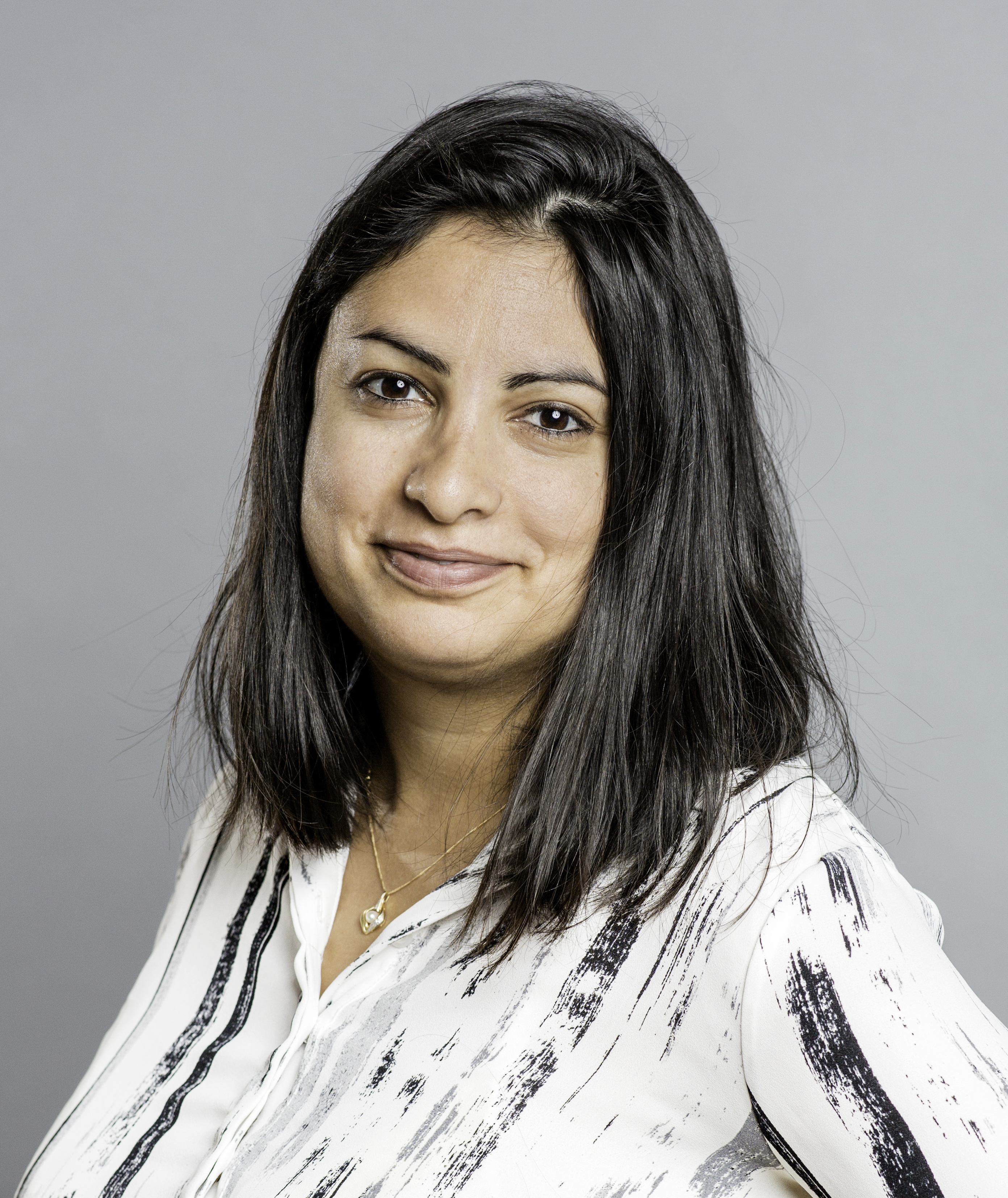
Nooshi Dadgostar, Mai 2018

Mehrnoosh „Nooshi“ Dadgostar (persisch مهرنوش «نوشی» دادگستر; * 20. Juni 1985 in Ängelholm) ist eine schwedische Politikerin der linken Partei Vänsterpartiet. Seit 2014 ist sie Abgeordnete im schwedischen Reichstag, seit Oktober 2020 ist sie die Vorsitzende ihrer Partei.

## Leben
Dadgostars Eltern kamen als politische Flüchtlinge aus der Islamischen Republik Iran nach Schweden. Im Alter von 14 Jahren begann sie sich in der Jugendorganisation Ung Vänster zu engagieren. Nach Dadgostars Abschluss der Schulzeit in Göteborg im Jahr 2005 zog sie nach Stockholm. An der dortigen Universität studierte sie von 2009 bis 2015 Rechtswissenschaften. Zudem wurde sie in der Lokalpolitik der Gemeinde Botkyrka tätig. Bei der Wahl zum Schwedischen Reichstag 2014 zog Dadgostar erstmals in den schwedischen Reichstag ein. Auch bei der Wahl 2018 erhielt sie erneut ein Mandat für den Wahlkreis Stockholm.
Im März 2018 wurde Dadgostar stellvertretende Parteivorsitzende der Partei. Im Februar 2020 kündigte sie an, um den Vorsitz in der Vänsterpartiet kandidieren zu wollen, nachdem Jonas Sjöstedt angekündigt hatte, keine neue Amtszeit anzustreben. Am 31. Oktober 2020 wurde sie schließlich auf einem Parteitag zur neuen Vorsitzenden gewählt. Beim Misstrauensvotum gegen Ministerpräsident Stefan Löfven am 21. Juni 2021 unterstützte Dadgostar mit ihrer Parteifraktion, die bis dato die Minderheitsregierung Löfven toleriert hatte, das Votum. Grund war ein Streit über die Mietpreise. Dadgostar hatte zuvor einen Kompromissvorschlag abgelehnt.